# 1987년 영국 총선
1987년 영국 총선은 전체 650석의 영국 하원 의원들을 선출하기 위해 1987년 6월 11일에 실시되었다. 이번 선거는 102석의 과반수를 차지한 보수당의 3연속 총선 승리로, 1820년 리버풀 백작 이후 처음으로 총리가 된 마가렛 대처의 지휘 하에 3당을 3석으로 이끈 보수당이 두 번째 압승을 거뒀다.
보수당은 세금 인하, 강력한 경제, 강력한 국방에 초점을 맞춘 캠페인을 진행했다. 실업률은 1981년 이후 처음으로 300만 명 아래로 떨어졌고, 인플레이션은 1960년대 이후 최저치인 4%에 머물고 있다는 점도 강조했다.
1983년 총선에서 당이 압도적인 패배를 겪은 후 마이클 풋이 사임한 후 닐 키녹이 이끄는 노동당은 풋이 지도하는 좌파 정책 플랫폼이 공포된 후 서서히 중도주의 정책 플랫폼을 향해 움직이고 있었다. 노동당의 주요 목표는 사회민주당(SDP)의 부상으로 노동당이 수세에 몰린 후 보수당에 대한 주요 진보적 중도좌파 대안으로 스스로를 재확립하는 것이었다. 노동당은 이번 총선에서 성공했다. SDP와 자유당 간의 동맹은 갱신되었지만 공동 지도자 데이비드 오언과 데이비드 스틸은 의회가 중단될 경우 어느 주요 정당을 지지할지 여부에 동의하지 못했다.
보수당은 순손실이 21석에 불과해 정부로 복귀했고, 이로 인해 하원의원은 376명, 감소했지만 여전히 강력한 102석을 확보했다. 노동당은 HM 공식 야당으로서의 지위를 유지하려는 SDP-자유 동맹의 도전에 저항하는 데 성공했다. 더욱이 노동당은 스코틀랜드, 웨일스, 잉글랜드 북부에서 득표율을 높이는 데 성공했다. 그러나 노동당은 여전히 229명의 의원만을 웨스트민스터에 반환했다. 그리고 선거 전에 노동당이 차지했던 런던의 특정 선거구에서는 보수당이 실제로 이득을 얻었다.
이번 선거는 득표율이 하락하고 1석의 순손실을 겪었으며 전 SDP 지도자인 로이 젠킨스가 노동당에게 의석을 빼앗긴 동맹에게는 실망스러운 일이었다. 이로 인해 곧 두 정당이 완전히 합쳐져서 자유민주당이 되었다. 북아일랜드에서는 주요 노동조합 정당들이 영-아일랜드 협정에 반대하여 동맹을 유지했다. 그러나 얼스터 연합당(UUP)은 사회민주노동당(SDLP)에게 2석을 잃었다. UUP 손실 중 하나는 이민 반대 입장으로 유명한 전직 내각 장관이자 보수당 의원이었던 에녹 파월이었다.
현재까지 보수당은 2019년 총선에서 대중 투표에서 더 큰 득표율을 기록했지만 이후 실시된 총선에서 1987년 총 의석수와 일치하거나 이를 초과하지 못했다. 제50대 의회는 보수당 정부가 의회에서 전체 과반수 의석을 차지하며 임기를 마친 마지막 의회이다. 1992년 선거에서 소수의 과반수는 1997년 해산으로 0으로 줄어들었고, 보수당은 2010년 정부를 구성하기 위해 자유민주당과 연합해야 했으며, 2015년 총선에서 얻은 근소한 보수당 과반수는 즉석 선거가 실시되면서 패배했다. 2년 후 그 결과 의회가 중단되었다.
선거일 밤은 데이비드 딤블비, 피터 스노우 및 로빈 데이가 진행하는 BBC에서 생중계되었다. 알라스테어 버넷 경, 피터 시슨스 및 알라스테어 스튜어트가 진행하는 ITV에서도 방송되었다.